# Jean Lafitte
Jean Baptiste Lafitte (Francia, 1776 – Caraibi, 1826) è stato un pirata francese.
Sul luogo di nascita non si è certi. Probabilmente nacque in Francia, a Saint Dominic. Discendeva da una famiglia aristocratica che però venne completamente decapitata durante la Rivoluzione francese. Sapeva conversare in quattro lingue: francese, inglese, spagnolo e italiano. Praticava la pirateria nel Golfo di Barataria e a New Orleans.

## Biografia

### I primi anni
Gran parte dei dettagli che conosciamo dei primi anni di vita di Jean Lafitte sono oscuri e spesso contraddittori. In un documento Lafitte affermò di essere nato a Bordeaux in Francia nel 1780. Tuttavia sia lui che il fratello Pierre Lafitte affermarono anche di essere nati a Bayonne mentre altri documenti affermano che il luogo di nascita è ora St. Malo ora Brest. In ogni caso, come afferma la biografa Jack C. Ramsay, a quel tempo essere nati in Francia conveniva poiché ciò assicurava protezione nel diritto americano.
Ramsay, da parte sua, afferma che Lafitte potrebbe essere nato a Saint-Domingue (ora Haiti).

### Carriera nella pirateria
Lafitte aveva organizzato una società di corsari e traffico di schiavi. Costruì una casa, dei magazzini, Baracoons (cioè il luogo dove vengono tenuti gli schiavi prima della vendita), un bar e un bordello. Elaborò anche delle leggi per proteggere i suoi uomini. Una di queste proibiva di attaccare le navi americane: se non la si rispettava si rischiava la morte. A quell'epoca la Repubblica della Colombia lottava per l'indipendenza dalla Spagna. Allora Lafitte ricevette una lettera di corsa a Cartagena che lo autorizzava ad abbordare le navi spagnole, e durante le sue razzie rubò schiavi, seta, spezie, gioielli, mobili, articoli per la casa, arte, cibo e medicine.

### La guerra del 1812
Nel 1812 gli Stati Uniti dichiararono guerra all'Inghilterra. Un'imbarcazione chiamata "Sophia" navigava in Barataria sotto una bandiera bianca. A bordo c'erano due funzionari inglesi: il Capitano McWilliams e Capitan Lockyer. Lafitte li vide e si avvicinò. I due volevano trattare l'acquisto di New Orleans e quindi offrirono terra, oro e una commissione nella Royal Navy a patto che consegnasse alle autorità di New Orleans le lettere con la proposta di acquisto. Lafitte disse che avrebbe portato loro una risposta entro 2 settimane. Lafitte trasmise le lettere al governatore Claiborne che però, dopo una riunione con il Consiglio della Difesa, respinse l'offerta. Dato che Lafitte commise un reato, gli americani gli diedero la caccia. Distrussero la sua flotta, la sua roccaforte e arrestarono 50 dei suoi trafficanti di schiavi.

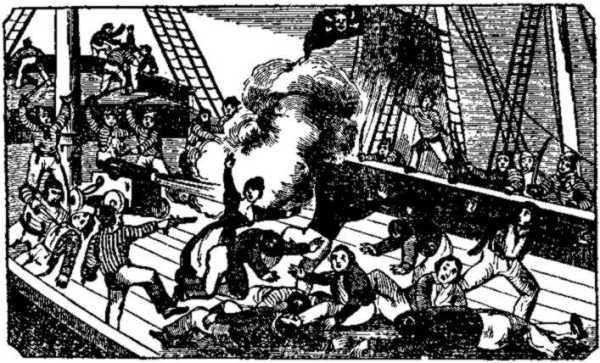
La morte di Jean Lafitte

### Fine carriera e morte
Per i successivi due anni, Lafitte cercò di riprendersi onestamente le proprietà confiscate ma non ci riuscì. Si sentì offeso e quindi, nel 1817, navigò verso New Orleans e fondò una nuova colonia a Galveston Island. La colonia prosperò, ma Lafitte non fece altrettanto. Nel 1821 la Marina Militare americana emise un ultimatum per Lafitte: fuggire o essere giustiziato. Allora Lafitte appiccò il fuoco alla roccaforte e fuggì.
Non si sa dove sia morto, probabilmente nello Yucatán o nell'Illinois.

## Influenze sulla cultura di massa
Più recentemente ha ispirato il personaggio di Lafitte nel manga One Piece ed è comparso come coprotagonista in alcune storie di Zagor.
Vari riferimenti a Jean Lafitte ricorrono anche in diverse storie di Tex, fumetto italiano edito da Sergio Bonelli Editore.
Un riferimento a Lafitte é contenuto nel racconto Il richiamo di Chtulhu di Howard Phillips Lovecraft.

## Film sulla figura di Jean Lafitte
- Il corsaro mascherato (The Eagle of the Sea), regia di Frank Lloyd - con Ricardo Cortez (1926)
- I filibustieri (The Buccaneer), regia di Cecil B. DeMille - con Fredric March (1938)
- I bucanieri (The Buccaneer), regia di Anthony Quinn - con Yul Brynner (1958)
- NCIS: New Orleans, episodio 17;  2018